# نیل فیشر
نیل فیشر (انگلیسی: Neil Fisher؛ زادهٔ ۷ نوامبر ۱۹۷۰) بازیکن فوتبال اهل بریتانیا است.
از باشگاه‌هایی که در آن بازی کرده‌است می‌توان به باشگاه فوتبال بولتون واندررز و باشگاه فوتبال هاید اشاره کرد.